# المجموعة المفتوحة
المجموعة المفتوحة أو المنتدى المفتوح (بالإنجليزية: The Open Group)‏ اتحاد عالمي يسعى إلى "تمكين تحقيق الأهداف التجارية" من خلال تطوير "معايير وشهادات تقنية مفتوحة ومحايدة للمورّد". لديها أكثر من 840 منظمة عضوه وتقدم عدداً من الخدمات، بما في ذلك الإستراتيجية، والإدارة، والابتكار والبحث، والمعايير ، وإصدار الشهادات، وتطوير الاختبارات.  تأسست في عام 1996 عندما اندمجت X / Open مع مؤسسة البرمجيات المفتوحة.
المنتدى المفتوح هو هيئة إصدار الشهادات لعلامة UNIX التجارية،  وتنشر المعيار التقني مواصفة يونكس الواحدة، والذي يوسع معايير POSIX. يطور المنتدى المفتوح أيضًا ويدير معيار TOGAF، وهو إطار عمل (enterprise architecture framework) قياسي في الصناعة. 

## روابط خارجية
- الموقع الرسمي